# Ipala (volcan)

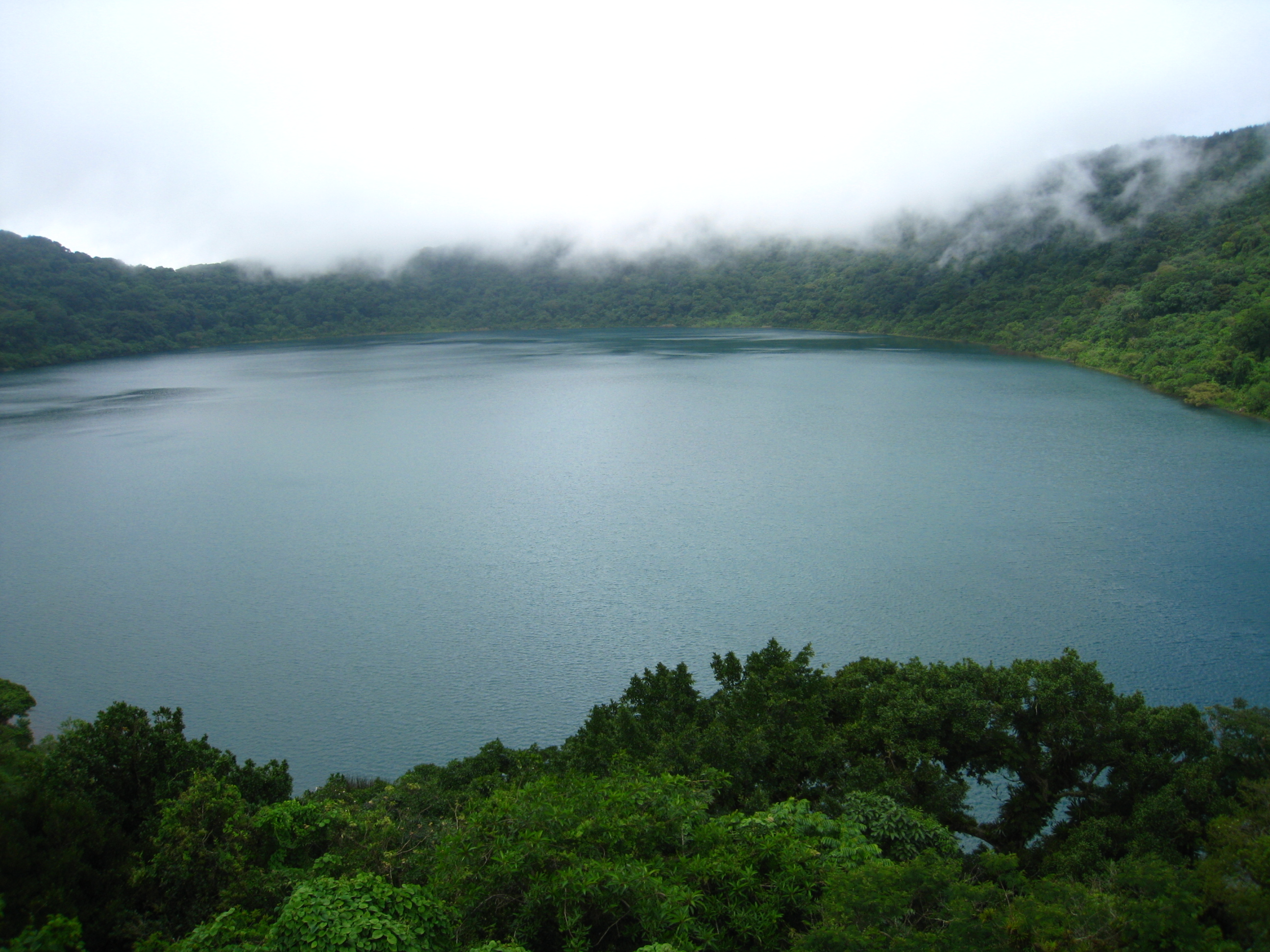
Vue du lac d'Ipala.

Pour les articles homonymes, voir Ipala.
L'Ipala est un stratovolcan du Guatemala.